# Conure pavouane
Psittacara leucophthalmus
Espèce
Statut de conservation UICN

 LC  : Préoccupation mineure
Statut CITES
La Conure pavouane (Psittacara leucophthalmus, anciennement Aratinga leucophthalmus) est une espèce d'oiseaux néotropicaux.

## Taxinomie
Suivant une étude phylogénique de Remsen et al. (2013), le genre Aratinga est entièrement redéfini pour être monophylétique. Le Congrès ornithologique international répercute ces changements dans sa classification de référence version 3.5 (2013), et la Conure pavouane est déplacée vers le genre Psittacara.

## Galerie

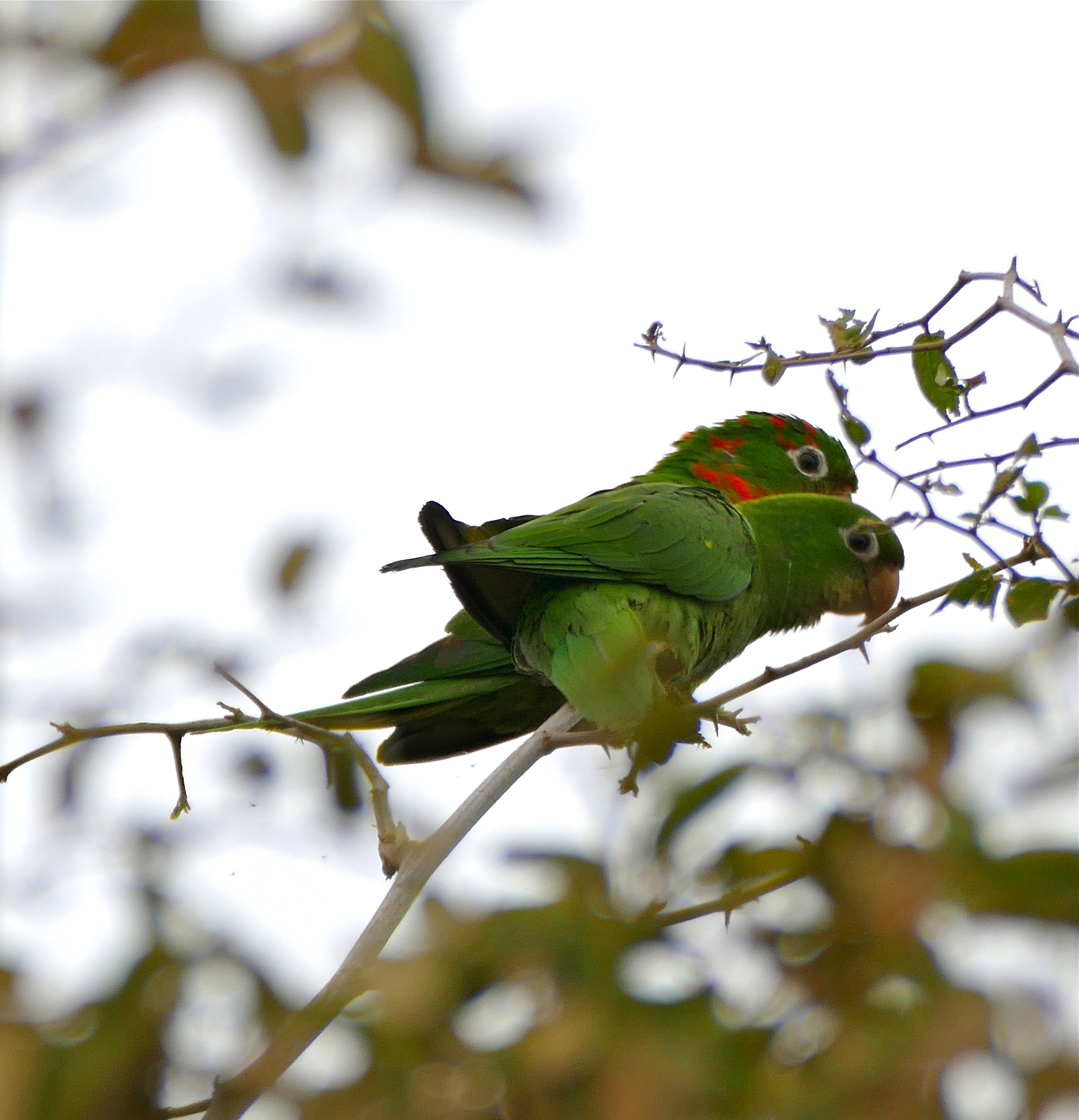
Couple (Mato Grosso, Brésil)